# شیکاگو استگز
شیکاگو استگز (انگلیسی: Chicago Stags)، یک تیم بسکتبال حرفه‌ای در ان‌بی‌ای بود که از ۱۹۴۶ تا ۱۹۵۰ در شیکاگو مستقر بود. این تیم پس از چهار فصل رقابتی از نظر عملکرد ورزشی (و نه لزوماً از نظر مالی/فروش بلیط)، فعالیتش را متوقف کرد.